# Kadakalaid
Kadakalaid (szwed. Oxholm) – estońska wyspa. Leży na Morzu Bałtyckim u północno-wschodnich wybrzeży wyspy Hiuma na cieśninie Hari Kurk, oddzielającej Hiumę od wyspy Vormsi. Ma powierzchnię około 10 ha lub według innych źródeł 23 ha. Ma kształt gruszki, znajduje się na niej wzniesienie o wysokości 5.8 m, rosną na niej jałowce. Wysepka sąsiaduje z wyspą Uuemererahu.